# Rezerwat przyrody Mianów
Rezerwat przyrody Mianów – leśny rezerwat przyrody w gminie Lutomiersk, w powiecie pabianickim, w województwie łódzkim.
Zajmuje powierzchnię 5,87 ha. Został powołany Rozporządzeniem Wojewody Łódzkiego nr 27/2000 z 31 lipca 2000 roku. Ochrona obejmuje śródleśny kompleks torfowisk niskich z interesującą florą roślin torfowiskowych. Wokół rezerwatu utworzono otulinę o powierzchni 17,42 ha.
Obszar rezerwatu objęty jest ochroną czynną.